# Ellisville (Mississippi)
Ellisville é uma cidade localizada no estado americano de Mississippi, no Condado de Jones.

## Demografia
Segundo o censo americano de 2000, a sua população era de 3465 habitantes.
Em 2006, foi estimada uma população de 3794, um aumento de 329 (9.5%).

## Geografia
De acordo com o United States Census Bureau tem uma área de
14,5 km², dos quais 14,3 km² cobertos por terra e 0,2 km² cobertos por água. Ellisville localiza-se a aproximadamente 103 m acima do nível do mar.

## Localidades na vizinhança
O diagrama seguinte representa as localidades num raio de 32 km ao redor de Ellisville.